# Список дипломатических и консульских представительств при Палестинской национальной администрации

Карта дипломатических представителей в палестинской национальной администрации: Синим цветом - представительства в ПНА; голубым - генеральные консульства в Иерусалиме; темно-зелёным - представительства в Государстве Палестина

В данный список дипломатических представительств при Палестинской национальной администрации, включены миссии, аккредитованные при Палестинской национальной администрации (ПНА) и/или Государстве Палестина, в зависимости от степени и уровня признания Государства Палестина или ПНА. Так как Израиль в данный момент имеет фактический контроль над некоторыми территориями ПНА (на которые она претендует), большинство мисий представлены именно в формате миссий (представительств) при ПНА, несмотря на провозглашение государства Палестина (в Алжире в 1988 году) и принятие декларации о независимости.
Некоторые из стран, которые имеют дипломатические отношения с Израилем, аккредитовали свои представительства для палестинских территорий в Тель-Авиве или Иерусалиме, а те, которые имеют представительства на Западном берегу или в секторе Газа не выполняют консульские функции тех, которыми занимаются их посольства в Израиле.

## Представительства и миссии
(Символами ГП обозначены посольства и представительства в Государстве Палестина)
Расположены в Рамалле, если не указано иное:
| - Австралия - Австрия - Аргентина - Болгария - Бразилия - Венгрия - Венесуэла - Германия - Дания - Египет (Посольство) - Индия - Иордания - Ирландия - Канада - Катар (Газа) - Кипр - Китай - Литва - Мальта - Мальтийский орден - Марокко (ГП) - Мексика | - Нидерланды - Норвегия - Оман (Газа) - ОАЭ - Польша - Португалия - Россия - Румыния - Словения - Тунис (ГП) - Турция(ГП) - Украина - Финляндия - Чехия - Чили - Швейцария - Шри-Ланка - Эстония (Совместно со Швейцарией) - Республика Корея - Южно-Африканская Республика (ГП) - Япония |

- Европейский союз[55]

## Аккредитованные представительства и миссии
(Символами ПНА обозначены посольства и представительства при Палестинской национальной администрации)
- Алжир (Посольство в Тунисе)[56]
- Афганистан (Посольство в Сирии (по совместительству в Иордании, Ливане и Палестине))[57][58][59]
- Бенин (Посольство в Саудовской Аравии)[60]
- Босния и Герцеговина (Посольство в Иордании)[61]
- Индонезия (Посольство в Иордании)[62]
- Казахстан (Посольство в Иордании (по совместительству в Иордании, Ливане и ГП)[63][64]) (готовится также к открытию консульство в Рамалле[65])
- Куба (Посольство в Тунисе)[66]
- Малави (Посольство в Египте)[67]
- Монголия (Посольство в Египте (по совместительству в Иордании, Сирии, и Палестине, Израиле, Омане, Йемене, Кувейте и Арабских Эмиратах))[68][69]
- Нигерия (Посольство в Египте)[70]
- Пакистан (Посольство в Иордании)[71]
- Словакия (Посольство в Израиле) (ПНА)[72]
- Сербия (Посольство в Египте)[73]
- Танзания (Посольство в Египте)[74]
- Филиппины (Посольство в Иордании)[75][76]

## Генеральные консульства и представительства в Иерусалиме
Некоторые из стран с генеральными консульствами в Иерусалиме имеют контакты с Палестинской национальной администрацией через представителей консульства. Большинство страны с генеральными консульствами в Иерусалиме имеют отдельные посольства в Тель-Авиве, аккредитованные в Израиле.
- Европейский союз (В Восточном Иерусалиме)[55]

- Бельгия[77][78]

- Ватикан (Апостольская делегация в Иерусалим и Палестину)[79]

- Великобритания[80][81][80][82][83]

- Греция[84]

- Испания[85]

- Италия[86][87]

- США[88]

- Турция[89]

- Франция[90]

- Швеция[91]